# أكسل أهومادا
أكسل أهومادا (بالإسبانية: Axel Ahumada)‏ هو لاعب كرة قدم تشيلي، ولد في 4 مايو 1977 في كويلوتا في تشيلي. لعب مع Club Deportivo Italmaracaibo ‏.